# 比伊
比伊（法語：Buhy，法語發音：[by.i] ⓘ）是法国法兰西岛大区瓦兹河谷省的一个市镇，属于蓬图瓦兹区。

## 地理
比伊（49°11'35"N, 1°41'28"E）面积6.86 平方千米，位于法国法蘭西島大區瓦兹河谷省，该省份为法国北部内陆省份，北起瓦兹省，西接厄尔省，南至塞纳-圣但尼省、上塞纳省和伊夫林省，东临塞纳-马恩省。
与比伊接壤的市镇（或旧市镇、城区）包括：帕尔讷、韦克桑地区拉沙佩勒、埃普特河畔蒙特勒伊、埃普特河畔圣克莱尔。

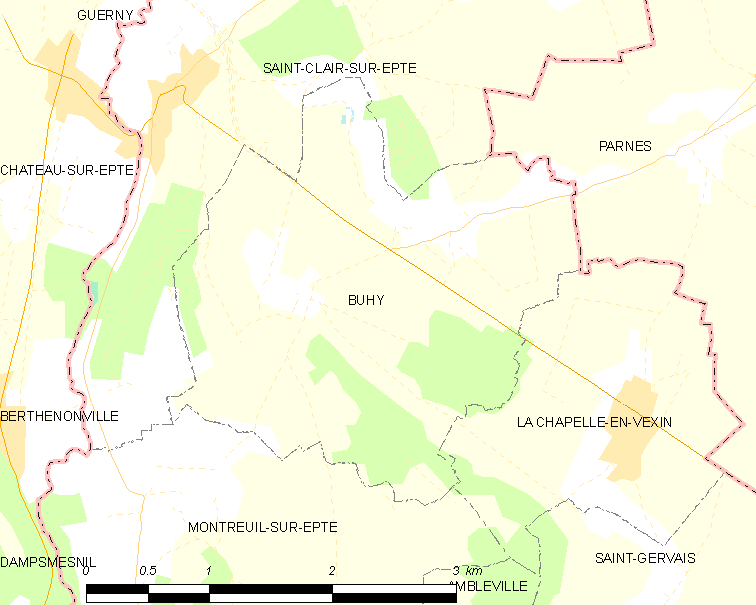
比伊的OSM定位图

比伊的时区为UTC+01:00、UTC+02:00（夏令时）。

## 行政
比伊的邮政编码为95770，INSEE市镇编码为95119。

## 政治
比伊所属的省级选区为沃雷阿勒县。

## 人口

1962-2008年间比伊人口变化图示

比伊于2022年1月1日时的人口数量为327人。